# Trofeul Popeci 2011
Il Trofeul Popeci 2011 è stato un torneo professionistico di tennis femminile giocato sulla terra rossa. È stata la 5ª edizione del torneo, che fa parte dell'ITF Women's Circuit nell'ambito dell'ITF Women's Circuit 2011. Si è giocato a Craiova in Romania dal 4 al 10 luglio 2011.

## Partecipanti

### Teste di serie
| Nazionalità | Giocatrice         | Ranking* | Testa di serie |
| ----------- | ------------------ | -------- | -------------- |
| Romania     | Elena Bogdan       | 187      | 1              |
| Romania     | Mihaela Buzărnescu | 302      | 2              |
| Argentina   | Mailen Auroux      | 318      | 3              |
| Italia      | Annalisa Bona      | 324      | 4              |
| Romania     | Diana Enache       | 343      | 5              |
| Marocco     | Nadia Lalami       | 345      | 6              |
| Serbia      | Doroteja Erić      | 376      | 7              |
| Austria     | Tina Schiechtl     | 385      | 8              |

- Ranking al 20 giugno 2011.

### Altre partecipanti
Giocatrici che hanno ricevuto una wild card:
- Alisa-Juliana Căluşeriu
- Camelia Hristea
- Virginia Tică
- Ana Mihaela Vlăduţu

Giocatrici che sono passate dalle qualificazioni:
- Alexandra Damaschin
- Alexandra Ion
- Bianca Koch
- Danka Kovinić
- Liu Min
- Alice-Andrada Radu
- Larisa Sporea
- Raphaela Zotter
- Diana Marcu lucky loser)

## Campionesse

### Singolare
Mihaela Buzărnescu ha battuto in finale  Annalisa Bona con il punteggio di 6–2, 3–6, 6–4

### Doppio
Diana Enache /  Danielle Harmsen hanno battuto in finale  Elena Bogdan /  Mihaela Buzărnescu con il punteggio di 4–6, 7–6(5), [10–6]